# Steffen Tanneberger
Steffen Tanneberger (* 1983 in Tuttlingen) ist ein deutscher Verwaltungsjurist, Sprecher der CDU-Fraktion im Landtag von Baden-Württemberg und Professor an der Hochschule für Polizei Baden-Württemberg.

## Berufliche und politische Karriere
Tanneberger studierte an der Albert-Ludwigs-Universität Freiburg Rechtswissenschaften und schloss das Erste Staatsexamen als Jahrgangsbester ab. Er promovierte bei Thomas Würtenberger mit einer Arbeit über die Sicherheitsverfassung und rechtsphilosophische Grundprobleme, die mit der Bestnote („Summa cum laude“) und mit dem Werner-von-Simson-Preis der Juristischen Fakultät der Universität Freiburg ausgezeichnet wurde. 2015 wurde er Verwaltungsrichter in Karlsruhe, wo er mit zahlreichen Asylverfahren nach der sogenannten „Flüchtlingskrise“ befasst war. 2018 wurde er zum Richter am Verwaltungsgericht auf Lebenszeit ernannt.
2017 wechselte Tanneberger ins Justizministerium und wurde unter Minister Guido Wolf (CDU) Vizesprecher und Redenschreiber in der Grundsatzabteilung. 2021 wechselte er in die Leitungsstelle Regierungskoordination im Kultusministerium bei Susanne Eisenmann (CDU). Nach einer Zwischenstation wurde Tanneberger Professor für Öffentliches Recht an der Polizeihochschule des Landes in Villingen-Schwenningen, deren Senat er angehört. 
Seit 1. April 2024 ist Tanneberger Sprecher der CDU-Landtagsfraktion und des Fraktionsvorsitzenden Manuel Hagel.

## Weiteres Engagement
Tanneberger ist seit 2005 Mitglied der katholischen Studentenverbindung KDStV Ripuaria Freiburg im Breisgau im CV und leitet den CDU-Ortsverband seines Heimatortes Mühlheim-Stetten.

## Schriften (Auswahl)
- Die Sicherheitsverfassung. Eine systematische Darstellung der Rechtsprechung des Bundesverfassungsgerichts; zugleich ein Beitrag zu einer induktiven Methodenlehre (= Freiburger rechtswissenschaftliche Abhandlungen. Band 11). Mohr Siebeck, Tübingen 2014, ISBN 978-3-16-153010-4 (Zugleich: Diss., Univ. Freiburg i. Br., 2013).
- mit Thomas Würtenberger und Dirk Heckmann: Polizeirecht in Baden-Württemberg. 8., völlig neu bearbeitete Auflage. C.F. Müller, Heidelberg 2024, ISBN 978-3-8114-9082-6.